# Mordellistena nigella
Mordellistena nigella är en skalbaggsart som beskrevs av Liljeblad 1945. Mordellistena nigella ingår i släktet Mordellistena och familjen tornbaggar. Inga underarter finns listade i Catalogue of Life.